# België op het Eurovisiesongfestival 1998
België nam deel aan het Eurovisiesongfestival 1998 in Birmingham, het Verenigd Koninkrijk. Het was de 41ste deelname van het land op het Eurovisiesongfestival. Mélanie Cohl werd gekozen om het land te vertegenwoordigen. De RTBF was verantwoordelijk voor de Belgische bijdrage voor de editie van 1998.

## Selectieprocedure
Concours Eurovision de la Chanson - finale nationale 1998 was de Belgische preselectie voor het Eurovisiesongfestival 1998.
Op 13 maart stelde Jean-Pierre Hautier vanuit Studio 6 van de RTBF in Brussel tien kandidaten voor. Nadien mochten zes jury's via televoting beslissen wie België in Birmingham mocht vertegenwoordigen. De jury's bestonden uit de provincies Henegouwen, Waals-Brabant, Luik en het gecombineerde Namen-Luxemburg. Daarnaast was er een jury uit Brussel en een laatste jury die de rest van het land en de gsm's werd genoemd.

### Uitslag
| Plaats | Artiest        | Lied                        | Stemmen |
| ------ | -------------- | --------------------------- | ------- |
| 1      | Mélanie Cohl   | Dis oui                     | 15.424  |
| 2      | Les Mas        | Ils sont là                 | 11.021  |
| 3      | Manon Selyn    | Tu es libre                 | 4.831   |
| 4      | Alain Colard   | Poui t'entendre             | 2.700   |
| 5      | Alexis         | Rien qu'une passagère       | 2.661   |
| 6      | Curt Close     | Ton image                   | 2.503   |
| 7      | Betty          | Ferme la porte à tes larmes | 1.761   |
| 8      | Dida Robbert   | Tant besoin de toi          | 1.227   |
| 9      | Maïra          | Ma séduction                | 1.217   |
| 10     | Valérie Buggea | Dans quel monde             | 1.131   |

## In Birmingham
België trad op als 20ste deelnemer van de avond, na Zweden en voor Finland. Aan het einde van de avond stond België op de zesde plaats met 122 punten. 
Men ontving 1 keer het maximum van de punten.
Nederland had 10 punten over voor de inzending.

### Gekregen punten

#### Finale
| 12 punten | 10 punten                               | 8 punten            | 7 punten                                                                     | 6 punten                                        |
| --------- | --------------------------------------- | ------------------- | ---------------------------------------------------------------------------- | ----------------------------------------------- |
| - Polen   | - Nederland                             | - Portugal          | - Frankrijk - Ierland - Noorwegen - Slowakije - Spanje - Verenigd Koninkrijk | - Cyprus - Estland - Noord-Macedonië - Slovenië |
| 5 punten  | 4 punten                                | 3 punten            | 2 punten                                                                     | 1 punt                                          |
| - Israël  | - Duitsland - Griekenland - Zwitserland | - Hongarije - Malta | - Zweden                                                                     | - Turkije                                       |

### Punten gegeven door België

#### Finale
Punten gegeven in de finale:
| 12 punten | Nederland           |
| 10 punten | Israël              |
| 8 punten  | Malta               |
| 7 punten  | Duitsland           |
| 6 punten  | Verenigd Koninkrijk |
| 5 punten  | Kroatië             |
| 4 punten  | Noorwegen           |
| 3 punten  | Spanje              |
| 2 punten  | Cyprus              |
| 1 punt    | Portugal            |

1956 · 1957 · 1958 · 1959 · 1960 · 1961 · 1962 · 1963 · 1964 · 1965 · 1966 · 1967 · 1968 · 1969 · 1970 · 1971 · 1972 · 1973 · 1974· 1975 · 1976 · 1977 · 1978 · 1979 · 1980 · 1981 · 1982 · 1983 · 1984 · 1985 · 1986 · 1987 · 1988 · 1989 · 1990 · 1991 · 1992 · 1993 · 1994 · 1995 · 1996 · 1997 · 1998 · 1999 · 2000 · 2001 · 2002 · 2003 · 2004 · 2005 · 2006 · 2007 · 2008 · 2009 · 2010 · 2011 · 2012 · 2013 · 2014 · 2015 · 2016 · 2017 · 2018 · 2019 · 2020 · 2021 · 2022 · 2023 · 2024 · 2025